# De stromannen
De stromannen is het 40ste album uit de stripreeks De Blauwbloezen. Het werd getekend door Willy Lambil en het scenario werd geschreven door Raoul Cauvin. Het album werd uitgegeven in 1998.
De titel van het album verwijst naar het einde van het eerste deel, waarbij de twee hoofdpersonen hun uniekleding verwisseld hebben met die van vogelverschrikkers en vervolgens deserteren.

## Verhaal
De generale staf onder leiding van generaal Alexander is een complot aan het smeden om de zuidelijke confederatie in de val te lokken. Bij deze missie wordt Blutch en Chesterfield een belangrijke taak toegedicht, waarbij ze echter maar weinig kennis van hun taak meekrijgen. Plotseling wordt ook nog eens Blutch bevorderd tot luitenant, waarvan Chesterfield (letterlijk) steil achterover valt. De twee begrijpen niets van de situatie en wanneer ze op zoek gaan naar antwoorden, zet Generaal Alexander ze in een luchtballon (een bekend fenomeen voor de mannen; zie album 8) om voordat ze argwaan krijgen in vijandelijk handen laten vallen. Daar worden ze al gauw gearresteerd nadat hun ballon is stukgeschoten en in de cel gestopt.
In de cel komt de frustratie bij Chesterfield naar boven drijven waarom hij niet tot luitenant is bevorderd. Blutch trekt na deze uitlating zijn kledij uit en geeft die aan Chesterfield en zegt hem, dat het hem allemaal niets uitmaakt, waarna ze van kleding wisselen. Daarna wordt Blutch (in zijn sergeantskostuum) meegenomen voor ondervraging. Hij bekent meteen en speelt gelijk de stellingen door zo als het hem verteld is, maar de staf gelooft hem niet en laat vervolgens Chesterfield uit zijn cel halen voor ondervraging. Hij wordt gemarteld en vertelt zijn verhaal. Alles loopt fout en Blutch en Chesterfield kunnen niets anders doen dan deserteren.

## Personages in het album
- Blutch
- Cornelius Chesterfield
- Generaal Alexander
- Generaal Grant
- Kolonel Leary (zuidelijke commandant)